# Kauksi (Iisaku)
Pour les articles homonymes, voir Kauksi.
Kauksi est un village de 49 habitants de la Commune de Iisaku du Comté de Viru-Est en Estonie.